# سيباستيان بويمي
سيباستيان بويمي مواليد 31 أكتوبر 1988 في إيغل، كانتون فود، هو سائق سباق سيارات سويسري.

## سباقات شارك فيها
- لو مان 24 ساعة
- بطولة العالم للتحمل
- بطولة فورمولا إي

## روابط خارجية
- سيباستيان بويمي على موقع Racing-Reference.info (الإنجليزية)
- سيباستيان بويمي على موقع DriverDB.com (الإنجليزية)